# Théorie de l'auto-catégorisation
La théorie de l’auto-catégorisation (TAC) se réfère à un ensemble de suppositions et d'hypothèses touchant au fonctionnement du concept de Soi. Cette théorie est le prolongement de la théorie de l'identité sociale d'Henri Tajfel et John Turner,.
Après le décès de Tajfel en 1982, John Turner poursuit des travaux sur base de la théorie de l’identité sociale. Pour compléter les recherches de Tajfel, il développe avec son équipe une théorie dont l'objet principal est le Soi, et non pas les relations intergroupes comme dans la théorie de l’identité sociale. La TAC ne cherche pas à expliquer un type particulier de comportement, mais bien à comprendre dans quelles conditions plusieurs individus indépendants sont capables de se comporter comme un groupe. L'idée de base est de considérer plus précisément l'application du processus de catégorisation au Soi.

## Principes fondamentaux de l’auto-catégorisation

### Concept de Soi
Le concept de Soi peut se définir comme l'ensemble des croyances qu'une personne entretient à propos d'elle-même. Cette vision que l'individu a de lui-même n'est pas forcément réaliste, mais elle guide et influence tout de même son attitude et son comportement. 
À travers le processus de socialisation, les individus développent une compréhension de leurs caractéristiques personnelles et également de ce que leur entourage pense quant aux comportements à adopter afin de répondre à leurs attentes. Chacun possède un sens privé du soi, mais également une connaissance du soi qui est présentée à autrui. Il est possible de se connaître à travers des rôles sociaux (étudiant, conjoint, etc.) et d'en apprendre davantage sur ses qualités et ses attributs. Ainsi, il est possible pour chaque personne de déclarer rapidement et avec certitude, si elle est plutôt extravertie ou réservée, aventureuse ou conformiste, athlétique ou maladroite. L'ensemble de ces connaissances relatives à sa personne porte le nom de Concept de Soi.
Turner insiste sur le fait que chaque individu possède une multitude de concepts de Soi qui se manifestent de façon relativement indépendante en fonction de la situation. Ainsi, tout concept de Soi particulier (ceux appartenant à un individu donné) tend à devenir saillant (actif, opérationnel, cognitivement accessible) en fonction de l'interaction entre les caractéristiques du sujet impliqué et de la situation. 
À titre d'exemple, l'identité masculine d'un homme peut être rendue saillante dans une situation qui requiert une comparaison avec une femme.

### Organisation hiérarchique des catégories
Une autre condition fondamentale de la TAC est, selon Turner, que les représentations cognitives mentionnées plus haut soient organisées de manière hiérarchique. En principe, il est possible de catégoriser le Soi de multiples façons : Ces catégorisations sociales existent en tant que parties d’un système dont les niveaux supérieurs incluent entièrement les niveaux inférieurs. Le degré d’abstraction d’une catégorie correspond au degré d’inclusivité des catégories de ce niveau. Selon Rosch, ce système de catégorisation ressemble à une pyramide, dans la mesure où une catégorie supérieure inclut plusieurs catégories subordonnées, alors qu'elle ne peut jamais être expliquée entièrement par une seule catégorie inférieure. 

Exemple : un chien pourrait faire partie de la catégorie « chihuahua », tandis qu'un autre chien pourrait faire partie de la catégorie « berger allemand ». Au niveau suivant, le chihuahua fera partie de la catégorie « petit chien », tandis que le berger allemand sera catégorisé parmi les « grands chiens ». Tous les deux appartiennent cependant toujours à la catégorie « chien ». Cette dernière peut être affectée à des caractéristiques qu'ils partagent tous les deux (par ex. le fait qu'ils proviennent des loups, qu'ils aboient, etc.) et à des caractéristiques qui les distinguent d'autres catégories (par ex. ni le berger allemand, ni le chihuahua n'émettent des bruits que l'on pourrait décrire comme des miaulements, caractéristique qui appartient à la catégorie des chats). 
Par exemple, on se catégorisera en tant que « Français » en se comparant aux « Italiens » qui font également partie de la catégorie plus inclusive des « Européens » tandis que l’on se catégorisera en tant qu'« Européen » si la catégorie de comparaison n’est pas incluse dans le niveau d’abstraction directement supérieur aux « Français », comme les « Asiatiques ». 
En pratique, la TAC suggère que les humains ont recours à trois niveaux d'abstraction distincts pour définir leur Soi. Chaque niveau de catégorisation est basé sur un processus de comparaison qui lui est propre.
- La catégorisation du Soi comme « être humain »
  - basée sur la comparaison inter-espèces.
- La catégorisation du Soi en tant que membre d'un groupe, c'est-à-dire « l’ identité sociale »
  - basée sur la comparaison inter-groupe.
- La catégorisation du Soi comme individu unique, c'est-à-dire « l'identité personnelle »
  - basée sur la  comparaison inter-personnelle, intra-groupe.

#### Antagonisme fonctionnel des niveaux
Comme vu précédemment, Turner distingue l’identité personnelle de l’identité sociale, et enfin de l’identité spécifique. Il est possible de déterminer ces trois identités selon trois niveaux. Dans sa théorie, Turner postule l’existence d’un antagonisme fonctionnel qui gère l’organisation entre ces différents niveaux. Il existe donc une opposition entre la saillance du niveau du soi activé par rapport aux autres. Un niveau seulement peut être activé à la fois. Ainsi, ce n’est que lorsque l’individu a identifié un humain, qu’il pourra commencer à faire des comparaisons entre les groupes, afin de le placer dans l’un d’eux. Par après, ce n’est que lorsqu’un individu est identifié comme faisant partie de notre endogroupe, que des comparaisons interindividuelles pourront être faites. L’activation de l’identité sociale irait donc toujours de pair avec la dépersonnalisation. « Il y a un antagonisme fondamental entre la saillance d’un niveau de catégorisation et les autres niveaux : la saillance d’un des niveaux de catégorisation produit de la similarité intra-classe et de la différenciation inter-classe qui réduit ou inhibe la perception des différences intra-classe et des similarités inter-classe sur lesquelles les niveaux inférieurs ou supérieurs de catégorisation sont basés » .

### Notion de méta-contraste
La formation d'une catégorie suit le principe du méta-contraste. Cela signifie qu'une collection de stimuli est perçue comme catégorie si les différences pertinentes entre ces stimuli (différences intra-catégorielles) sont moindres, contrairement aux différences entre cette catégorie de stimuli et une autre catégorie de stimuli qui sont plus nombreuses (différence inter-catégorielles). C'est de ce constat que découle le Rapport de Méta-Contraste (Meta-Contrast Ratio, MCR) élaboré par Eleanor Rosch (1978). Ce rapport est égal à la différence perçue entre les stimuli d'une catégorie et les stimuli d'une catégorie distincte, divisée par la différence perçue entre les stimuli au sein d'une même catégorie.
{\displaystyle MCR={\frac {(la-moyenne-de-la-difference-percue-INTER-categories)}{(la-moyenne-de-la-difference-percue-INTRA-categories)}}}
Cette valeur de méta-contraste peut maintenant être calculée pour chaque membre d'une catégorie. Le membre de la catégorie, ayant le MCR le plus élevé est dès lors considéré comme le membre prototypique de la catégorie. 

#### Prototypicité

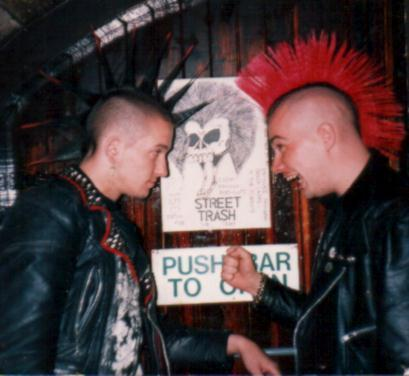
Figure 2 : Individu avec une crète iroquoise colorée, stimulus potentiellement prototypique de la catégorie « Punk ».

Le terme de prototype a été proposé par Eleanor Rosch en 1973 dans son étude intitulée Natural Categories (Catégories Naturelles). Il désigne le stimulus que l’on associera en premier à une catégorie donnée. Ainsi, si on réfléchit à une certaine catégorie de stimuli, le stimulus prototypique est celui qui prendra la « position saillante » dans cette catégorie. Elle l’a ensuite redéfini comme le « membre le plus central » d’une catégorie, fonctionnant comme un « point de référence cognitif ». 
Exemple : En voyant un jeune homme portant une crête iroquoise colorée, nous sommes vite amenés à catégoriser cet individu dans la catégorie « punk ». De même, en pensant à la catégorie « punk », la probabilité que l'image d'une crête iroquoise colorée nous vienne à l'esprit est relativement élevée. Ainsi, on peut considérer que la crête iroquoise colorée fonctionne comme un point de référence, un stimulus prototypique de la catégorie punk.
En psychologie sociale, le prototype d'une catégorie peut être compris comme un « exemple représentatif » de cette catégorie. La prototypicalité joue un rôle important dans l'approche de l'identité sociale au leadership, l'influence et l'attraction interpersonnelle (voir infra). Par exemple, sur l'attraction interpersonnelle, la théorie de l'auto-catégorisation précise que «soi et des autres sont évalués positivement dans la mesure où ils sont perçus comme prototypiques (représentant, exemplaire, etc.) de l’auto-catégorie suivante, plus inclusive à laquelle ils sont comparés».

### Dépersonnalisation
Une des hypothèses principales est, selon Turner et ses collaborateurs, que les facteurs qui augmentent le caractère saillant de la dimension comparative au niveau exogroupe-endogroupe conduisent à l'augmentation de perception des similitudes avec les membres du groupe. La dépersonnalisation du soi se réfère à un processus qui peut être qualifié comme auto-stéréotypisation.
Turner insiste sur le fait de différencier la dépersonnalisation de la désindividualisation. La dépersonnalisation, telle qu’elle est conçue dans le cadre de TAC, ne comprend ni la perte de l'identité individuelle ni la submersion du Soi dans le groupe, ni encore une sorte de régression vers une forme plus primitive ou inconsciente de l'identité. Il s'agit plutôt d'un basculement d'un niveau personnel vers un niveau social de l'identité. Un basculement dans la nature et le contenu du concept de soi correspondant au fonctionnement de la perception de soi à un niveau d'abstraction plus inclusive. Dans cette perspective, la dépersonnalisation peut être considérée comme un gain d'identité dans la mesure où elle représente un mécanisme par lequel les individus peuvent agir en termes de similitudes et les différences sociales produites par le développement historique de la société humaine et de la culture.

### Le choix d’une catégorie: adéquation et accessibilité
Le choix d’une catégorie dépendra de deux éléments : son accessibilité et la correspondance entre cette catégorie et la réalité extérieure.

#### Accessibilité cognitive
L’accessibilité d’une catégorie dépendra entre autres des buts que l’on poursuit à un moment donné (p.ex. à la recherche d’un partenaire sexuel, le ‘sexe’ constitue une base catégorielle importante, de la récence d’activation de cette catégorie (si l’on a entendu parler de cette catégorie récemment, l’activation de cette catégorie devient plus accessible; voir: effet d’amorçage) et de sa valeur dans la définition du soi.
Conformément à l'hypothèse, selon laquelle les individus se catégorisent sur base de similitudes, la théorie de l'auto-catégorisation estime qu’un groupe d’individus a plus tendance à former une catégorie, si la perception des similitudes entre ces individus est accessible à un moment donné. 
En résumé, la catégorisation dépend de l’accessibilité, qui se compose entre autres de l’adaptation à une situation ponctuelle, buts que l’on poursuit à un moment donné, de la récence de l’activation de cette catégorie et de la valeur émotionnelle dans la définition du soi,,.

#### Adéquation avec la réalité
Le choix d’une catégorie sociale dépendra également de la qualité de son adéquation avec la réalité,,que l’on cherche à se représenter. Turner parle de cet aspect en termes de goodness of fit. Ainsi, la représentation de la réalité sociale recherchée par le sujet doit correspondre à la réalité objective, perceptible par ce dernier. Cette perception de la réalité comporte deux aspects distincts :
- la comparaison ou l’adéquation comparative : fait référence au principe de meta-perception dans la mesure ou l’adéquation est définie en termes d’émergence de la « netteté » d’une catégorie sur un fond contrasté. En effet, l’adéquation comparative va faire en sorte que l’individu comparera les différences entre les groupes (inter-groupes) à des différences à l’intérieur de deux groupes et utilisera ensuite les distinctions permettant le mieux de différencier les deux groupes.
  - Exemple : en voyant deux femmes habillées en rouge en train de préparer le diner et deux hommes en brun en train de réparer une voiture, vous les catégoriseriez surement selon la dimension « sexe ».

- le rapport à la norme ou l’adéquation normative  fait référence à la signification sociale et au contenu de la catégorisation. Cette forme d’adéquation spécifie « la direction que les différences groupales doivent prendre pour rendre compte de la signification partagée de deux catégories sociales. »[13]. Ainsi, il faut que le comportement situationnel observé et la catégorisation choisie soient socialement chargés de signification. En d’autres termes, les catégories doivent être compatibles avec les croyances normatives du sujet qui observe.
  - Exemple : Imaginons que l’on entende les deux femmes en rouge parler de Karl Marx alors que les deux hommes en brun manifestent le salut hitlérien. Dans cette situation, nous serons amenés à les catégoriser en termes d’appartenance politique. Les couleurs des vêtements accentueraient davantage ce choix de catégorisation, sachant que la couleur rouge est souvent associée au mouvement communiste, alors que la couleur brune fait plutôt référence au mouvement nazi (par analogie à la couleur des chemises des SA).

#### Illustration à l'aide d'un exemple
Prenant un exemple plus concret pour illustrer les deux principes: Marc, Jean, Kevin, Tony, Alex et Fred se sont enfermés dans une cabane dans les montagnes. Marc, Jean et Kevin aiment bien jouer aux échecs. Tony, Alex et Fred préfèrent jouer au Poker. 
La similarité perçue pour la dimension 'loisirs préférés' est plus accessible entre Marc et Jean qu’entre Marc et Fred. Selon, la TAC, la probabilité que les joueurs d’échecs forment un premier groupe et les joueurs de Poker un deuxième groupe est relativement élevée. 
La question qui se pose désormais est la suivante : pourquoi ces personnes forment un groupe à partir de la catégorie 'loisirs préférés' ? Ils auraient aussi pu former des groupes en fonction de leur orientation politique ou encore de leur couleur de cheveux. Comme évoqué auparavant, la saillance d’une dimension catégorielle est en relation avec son accessibilité cognitive et son adéquation à la réalité. 
Pour revenir à l’exemple ci-dessus, admettons que les hommes sont enfermés dans cette cabane pour un certain bout de temps et qu'ils n’ont pas grand-chose à faire pour se distraire. Par conséquent, l’accessibilité ainsi que l’adéquation à la situation est relativement haute pour la dimension 'passe-temps préféré'. 
Maintenant supposons que tous ces hommes sont des hommes politiques. Marc, Kevin et Alex sont membres du parti X, tandis que Jean, Tony et Fred font partie de l’opposition Y. Une fois qu’ils peuvent quitter le refuge dans les montagnes, le passe-temps préféré joue un rôle relativement mineur. Dans la vie politique, il y a beaucoup de travail et on ne pense pas beaucoup au temps libre. À la fois l'accessibilité cognitive et l’adaptation à la situation diminuent pour la dimension 'loisirs préférés' et il est relativement peu probable que la constellation du groupe décrit ci-dessus persiste, parce que désormais ce sont d'autres dimensions comparatives qui sont accessibles et plus adaptées aux nouvelles situations.

## La TAC et l'influence sociale
Selon Turner, la dépersonnalisation serait le processus de base qui sous-tend les phénomènes de groupe tels que la cohésion de groupe, l'ethnocentrisme, la coopération et l'altruisme, l'empathie, l'action collective, le leadership le partage des normes sociales et nombreux processus liés à l'influence sociale.

### Théorie de la comparaison sociale
Une grande partie des propositions de la TAC concernant l’influence sociale remontent essentiellement à la théorie de la comparaison sociale de Festinger, théorie selon laquelle, en l’absence de standards objectifs définis, nous déterminons et évaluons nos habilités et caractéristiques personnelles en nous comparant aux autres. Ainsi, dans le but de satisfaire notre besoin d’évaluer nos propres opinions et capacités, nous sommes amenés à les examiner soit par le biais de critères réels et objectifs, soit à travers des critères sociaux, c’est-à-dire en ayant recours à la comparaison avec d’autres personnes dont les opinions, les attitudes et les compétences semblent être le reflet le plus fidèle de la réalité. La probabilité d’avoir recours à des critères sociaux pour diminuer l’incertitude est autant plus élevée lorsqu’on est en présence d’un groupe de pairs attrayants.

### Formation des groupes et identification

#### Paradigme des groupes minimaux
Dans une de ses premières études, Turner, supervisé par son professeur Tajfel, s’est intéressé aux conditions minimales nécessaires pour qu’un ensemble d’individus constitue un groupe psychologique, c’est-à-dire un groupe auquel les membres se 'sentent appartenir', auquel ils s’identifient et qui leur permet de se définir. Cette expérience a donné naissance au paradigme des groupes minimaux. 
L’expérience classique de Turner et Tajfel consistait en deux phases. Durant la première phase, les sujets (élèves d’une même école) ont du donner leur avis de préférence soit pour un tableau du peintre Paul Klee, soit pour un tableau du peintre Kandinsky. Le but de cette première phase consistait à repartir les sujets dans deux groupes sur base d’un critère peu impliquant et anonyme (sachant que les élèves ne connaissaient pas les affectations de leurs camarades dans les deux groupes).
Durant la deuxième phase, Tajfel et Turner ont demandé aux sujets de répartir des ressources précieuses ou symboliques (e.g. de l’argent réel ou des points) entre les autres participants qui ne sont identifiés que par un numéro de code et l’appartenance à un groupe (p.ex. : participant Nr.21 du groupe ‘Klee’). De plus, on informait les participants qu’à la fin de l’expérience, ils pouvaient garder les ressources matérielles qui leur ont été attribuées par les autres participants. Le but de cette étude était de démontrer que les individus ont une tendance à favoriser leur groupe d’appartenance (endogroupe) par rapport à un autre groupe (exogroupe) tout en excluant les influences ‘objectives’ de la situation. Dans ce cas précis, l’anonymat des identités personnelles des participants exclut l’influence de favoritisme interpersonnel. En outre, sachant qu’ils ne pouvaient pas verser des points ou de l’argent à eux-mêmes, cela exclut l’influence de l’intérêt personnel. Finalement, l’absence de tout lien entre le gain total de l’endogroupe et le gain total individuel exclut toute influence de compétition réelle. 
Les résultats de l’étude confirment l’hypothèse des expérimentateurs. En effet, bien que les participants montrent une tendance d’équité dans l’allocation des ressources, Turner et Tajfel ont également démontré une tendance significative à attribuer plus de ressources aux membres de leur propre groupe d’appartenance. Ainsi, une simple catégorisation arbitraire ‘eux vs nous’ sans vrais enjeux, sans relations antérieures entre les groupes ou les individus suffit à déclencher des comportements favorisant l’endogroupe. Cette tendance se définit sous le nom de biais pro-endogroupe.

#### Étapes de la formation et l’identification à un groupe
Selon Turner , la formation et l’identification à un groupe se fait par les étapes suivantes :
- la catégorisation sociale conduit les individus à percevoir les membres du groupe comme interchangeables et à les percevoir comme partageant les mêmes caractéristiques stéréotypiques, c’est-à-dire les normes du groupe ;
- il en va de même pour le soi qui est aussi dépersonnalisé et perçu de manière stéréotypique, conforme aux normes groupales ;
- la conséquence principale de cette catégorisation est la cohésion du groupe. Les rapports intergroupes qui s’ensuivent obéissent au principe du besoin de distinctivité, expliqué par la théorie de l’identité sociale. Les individus auront tendance à favoriser leur endogroupe (groupe auquel ils appartiennent) et discriminer les exogroupes (groupes auxquels ils n’appartiennent pas). Cette théorie postule également que la formation des groupes psychologiques est un processus d'identification, d’intériorisation de la catégorie sociale et de ses normes, et non pas un processus d’attraction interpersonnelle ou d’interdépendance.

Les similitudes entre différentes personnes peuvent renforcer la catégorisation et ainsi l’identification au groupe et la discrimination des autres groupes. Cependant, elles ne sont pas indispensables ni suffisantes à la catégorisation. Elles peuvent avoir un impact sur la formation des groupes et l’identification au groupe uniquement dans la mesure où elles représentent un critère de catégorisation. Ainsi, les similitudes auront un impact lorsqu’un individu construit ces catégories sur base des similitudes. Par contre, la catégorisation en elle-même est suffisante à l’apparition des dynamiques intragroupes et intergroupes.

### Cohésion de groupe
À la suite des travaux de Hogg sur la théorie de l’identité sociale, de nombreuses recherches  se sont développées concernant l’analyse de la cohésion des groupes. Selon la TAC, la représentation que se fait une personne d’un groupe dépend du prototype du groupe (voir supra), c'est-à-dire la personne la plus représentative de celui-ci, et également celle qui assure la cohésion du groupe. Sur base du principe du méta-contraste, cette représentation va accentuer les similarités dans le groupe et les différences avec les autres groupes. 
Hogg et Hardie ,ont démontré que l’attraction envers le prototype du groupe, prédit la perception de cohésion du groupe. Ce qui n’est pas le cas pour l’attraction envers une personne quelconque du groupe. Ainsi, la représentation de la cohésion d’un groupe dépend de l’attraction dépersonnalisée envers le prototype et donc de l’attraction envers le groupe, puisque le prototype représente les normes et les stéréotypes du groupe. Par ailleurs, ils ont également démontré que les personnes qui s’identifiaient fortement au groupe basaient leurs interactions sur l’attraction dépersonnalisée. C’est donc un processus qui se manifeste essentiellement au niveau du groupe.  
Dans des études plus récentes, Hogg et Hains les participants ont été répartis dans des groupes de 4 personnes. La formation de ces groupes se faisait soit sur base d’une catégorisation aléatoire, soit d’une catégorisation basée sur l’attraction interpersonnelle (groupe d’amis), soit d’une catégorisation basée sur l’attraction sociale (sujets ayant des opinions proches sur l’enjeu de la discussion). Les participants disposaient d’un temps limité pour résoudre en groupe une tâche complexe. Cette limitation stricte du temps et des règles de déroulement de la discussion avait pour but de faciliter l’émergence du « groupthink » théorisé par Janis. Ce phénomène survient souvent lorsque des personnes se réunissent pour penser et prendre une décision. Cette réunion va leur donner l’impression de penser comme un groupe et ainsi de former un consensus. Cette illusion de consensus va souvent les influencer à se conformer à ce qu’ils pensent être le consensus du groupe. 
Finalement, alors que l’individu seul aurait pris une certaine décision, il va prendre une tout autre décision, parfois même mauvaise, à cause de l’influence du groupe. Ceci va souvent donner lieu à une forte l’homogénéité au sein du groupe. (voir infra: polarisation de groupe) Dans leur étude, Hogg et Hains ont mesuré l’attraction interpersonnelle en demandant à chaque participant de juger les trois autres membres du groupe au niveau individuel. Ils cherchaient notamment à savoir si la personne appréciait les trois autres. La valeur qui est mesurée ici est le score « d’amitié ». L’attraction dépersonnalisée était mesurée en demandant à chaque participant d’indiquer les différences entre son groupe et les autres groupes, et notamment les différences avec le prototype. Ils devaient également juger les membres de l’endogroupe sur la base de leur ressemblance avec ce prototype. La valeur mesurée ici est le score « d’attraction sociale ». 
Indépendamment de leur degré d’identification au groupe, les participants dans les groupes d’amis ne se sentaient pas obligés de se conformer aux idées du leader et de trouver un compromis. Les groupes d’amis n’ont donc pas d’influence sur leurs membres quand il s’agit de prendre des décisions. Ainsi, Hogg et Hains pensent que le sentiment d’amitié ne dépend pas du sentiment de cohésion (sentiment de solidarité liée à l’identification).

### Leadership
Du point de vue de la TAC, l'émergence d'un leader dans un groupe ne dépend pas essentiellement des caractéristiques personnelles des membres (p.ex.le charisme) mais est lié à l'identité sociale et au contexte. Ainsi une personne peut être un très bon leader dans une situation (par ex. coopérative), et pas du tout dans une autre (par ex. compétitive). 
Dans des études menées par Hogg et ses collaborateurs, ils ont pu confirmer que lorsque les individus évoluent dans des groupes cohésifs et importants au niveau identitaire, le leader tend à correspondre au prototype du groupe. Par contre, dans des groupes peu cohésifs et ne partageant pas une identité sociale forte, le leader correspond plus à un idéal-type décontextualisé, ce qui s'approche plutôt de la conception classique du leadership. Conformément à la théorie de l'auto-catégorisation, Hogg a pu démontrer que le leader d'un groupe émerge selon le contexte et la saillance des catégories.
Par exemple, si des femmes, catégorisées comme groupe uniquement sur la base de leur sexe, sont invitées à désigner une représentante du groupe "femme", elles vont plus probablement choisir une personne qui correspond aux normes de leadership classiques (charismatique, extravertie, etc.).
Si, au contraire, les femmes se catégorisent à travers un lien positionnel clair, comme  le féminisme, elles vont choisir une représentante qui puisse défendre au mieux les idées féministes du groupe, en opposition aux idées des autres groupes. 

### Polarisation de groupe
En psychologie sociale, la polarisation de groupe se réfère à la tendance pour les groupes de prendre des décisions qui sont plus extrêmes que l'inclinaison initiale de ses membres,. Les premières expériences à ce sujet ont démontré qu’après avoir participé à une discussion de groupe, les membres ont tendance à défendre des actions significativement plus risquées si leurs tendances initiales étaient déjà risquées, par opposition aux personnes qui ne participent pas à une telle discussion. Toutefois, la polarisation de groupe peut également entrainer une décision plus prudente, plus conservatrice (si les tendances initiales allaient dans ce sens). 
Lors de la découverte de ce phénomène, celui-ci portait encore le nom de risky shift alors que son application ne se limite pas exclusivement à la prise de risques. C'est pourquoi les auteurs ont proposé le nom de choice shift. Aujourd'hui, le phénomène peut prédire que l'attitude d'un groupe entier peut changer dans le sens où les attitudes initiales des membres ont été intensifiées et renforcées après la discussion de groupe.
À titre d'exemple, une enquête menée sur 225 délibérations de jurys américains a démontré que la décision finale penchait dans 215 des cas (soit plus de 9 sur 10) dans le sens de la majorité initiale. La même tendance a été confirmée lors d'une expérience menée en laboratoire.

#### Explications du phénomène
L'explication de la polarisation de groupe s'avère assez difficile dans la mesure où elle semble aller à l'encontre des théories classiques sur le conformisme ,,. En effet, selon cette théorie, les individus s'orientent plutôt vers la moyenne du groupe pour établir une norme ou un consensus groupal. Néanmoins, les psychologues sociaux ont toujours cherché l'explication dans l'avancement des recherches traitant les théories de l'influence sociale.
- Théorie de la comparaison sociale ou influence normative :

En accord avec la théorie de comparaison sociale, le phénomène de la polarisation de groupe survient en raison du besoin des individus à se faire accepter par le groupe. Dans le but d'être apprécié, l'individu observe et évalue les préférences et les valeurs du groupe et reprend alors cette position mais de manière encore plus extrême. Ce faisant, l'individu supporte les croyances du groupe tout en se présentant comme le leader de ce dernier.
- Théorie de la preuve sociale ou influence informelle :

Aussi nommée l'effet troupeau de mouton, cette théorie postule que les individus deviennent encore plus convaincus de leur point de vue, lorsqu'ils entendent des nouveaux arguments qui appuient leur position initiale. En d'autres termes, les individus basent leurs choix individuels en pesant et en comparant les arguments remémorés qui vont soit pour soit contre leur idée initiale. Certains de ces arguments sont partagés avec les autres membres du groupe, d'autres ne le sont pas. Il en sort que les arguments qui vont dans la même direction de l'idée initiale de l'individu sont plus facilement accessibles en mémoire et vont alors confirmer et renforcer l'idée initiale de chaque individu du groupe. La théorie de la preuve sociale, peut être considérée comme'un type de conformisme dans la mesure où elle s'applique lorsqu'un individu, ne sachant pas quoi penser ni quoi faire, aura tendance à adopter le comportement ou le point de vue d'autres personnes.
Par exemple, on considère souvent qu'un restaurant achalandé est un bon restaurant. Inversement, un restaurant désert est considéré comme désagréable.
- Théorie de l'auto-catégorisation

Finalement, la TAC fourni aussi une explication pour la polarisation de groupe. Les partisans du modèle estiment que la polarisation de groupe se produit parce que les individus s'identifient à un groupe particulier et s'adaptent à une position prototypique du groupe qui est plus extrême que la moyenne de celle-ci. Au lieu de partir de leurs préférences personnelles, ils agissent et pensent en tant que membres d'un groupe. Contrairement à la théorie de la comparaison sociale et la théorie de l'argumentation persuasive, la TAC propose que les processus de catégorisation entre les groupes sont la cause de la polarisation de groupe. Des études confirment cette hypothèse, lorsque les individus d'un groupe sont confrontés à l'exogroupe, ils ont tendance à polariser la norme vers le « risque ». Si les items sont « risqués » alors que les normes tendent vers le pôle « prudence » s'ils étaient face aux items « prudents ».

#### Conséquences et applications
L'importance de la polarisation de groupe réside dans sa force d'expliquer de nombreux comportements de groupes dans des situations réelles. 
Voici quelques exemples :
- Guerres et comportements violents :

La polarisation de groupe peut expliquer des phénomènes que l'on observe en temps de guerre. En effet, quand il y a un conflit quelconque, les individus ont tendance à se réunir en fonction de leurs points de vue et en prenant parti pour l'un ou l'autre côté. Ils s'unissent, s'échangent les idées et se motivent mutuellement, créant un groupe de plus en plus homogène. Au fur et à mesure que le temps passe, les points de vue à l'intérieur de chaque groupe s'amplifient et se différencient des points de vue des exogroupes. 
De nombreux incidents violents entre plusieurs groupes d'individus peuvent s'expliquer par le phénomène de la polarisation de groupe: le mouvement des national-socialistes; les Émeutes de 2005 dans les banlieues françaises; la radicalisation salafiste, etc.
- Vie estudiantine :

À une échelle plus réduite, la polarisation de groupe peut s'observer dans la vie quotidienne des étudiants universitaires. Dans une étude de Myers en 2005, on a découvert que les différences initiales entre les étudiants s'accentuent avec le temps. Comme énoncé plus haut, les individus qui partagent les mêmes croyances et attitudes tendent à s'associer et à échanger entre eux. Ces interactions fréquentes sont susceptibles d'accentuer et d'intensifier les opinions initiales. Ainsi, les résultats montrent que l'effet de la polarisation de groupe est particulièrement présent dans des fraternités/sororités et cercles d'étudiants où les idées et les croyances sont initialement relativement similaires à l'intérieur d'un groupe et deviennent de plus en plus extrêmes au fil du temps.